# Kashtany (Rusia)
Kashtany (del ruso: Каштаны) es un seló del distrito de Ádler, perteneciente a la unidad municipal de la ciudad-balneario de Sochi, en el krai de Krasnodar, Rusia, ubicado en la región sur del país (Cáucaso occidental). Se encuentra en las colinas de la orilla derecha del Kudepsta, a una distancia de15 km al este de Sochi y 183 km al sureste de Krasnodar. Según el censo de 2010, la población Kashtany era de 664 habitantes.
Pertenece al municipio Kudepstinski.

## Lugares de interés
En la localidad se hallan los restos de una iglesia de los siglos XI y XII.